# Válor
Válor és un municipi andalús situat en la part nord-oriental de la Alpujarra (província de Granada).
Limita amb els municipis de Lanteira, Aldeire, Nevada, Ugíjar i Alpujarra de la Sierra. L'ajuntament està format pels nuclis de Válor, Mecina-Alfahar i Nechite, des de 1940. Gran part del seu terme municipal es troba en el Parc nacional de Sierra Nevada.